# Urocolius
Urocolius és un gènere d'ocells de la família dels còlids (Coliidae).

## Descripció
Fan uns 32 cm de llarg, són ocells omnívors, s'alimenten d'insectes, petits milpeus i material vegetal. L'Urocolius indicus en particular menja una gran quantitat de fruita, fulles, cabdells, flors, nèctar i material similar.
U. archiaci, U. consobrinus i U. paludicola són 3 tàxons descrits a partir de restes fragmentàries del Miocè inferior trobades a Sant Girand, França. La història taxonòmica és complicada, sent descrita inicialment com a picots i diversament fusionada i dividida. Avui es creu que almenys 2 pertanyen al gènere prehistòric Limnatornis. De vegades tots estan units sota el primer dels tres noms, encara que no és clar amb quina justificació. El mateix raciocini presumiblement s'aplica a restes similars trobades però no descrites en estrats del Miocè tardà a Kohfidisch (Àustria).

## Taxonomia
Segons la Classificació del Congrés Ornitològic Internacional (versió 14.2, 2024) aquest gènere està format per dues espècies:
- ocell ratolí de clatell blau (Urocolius macrourus).
- ocell ratolí cara-roig (Urocolius indicus).